# Tobaksbolaget

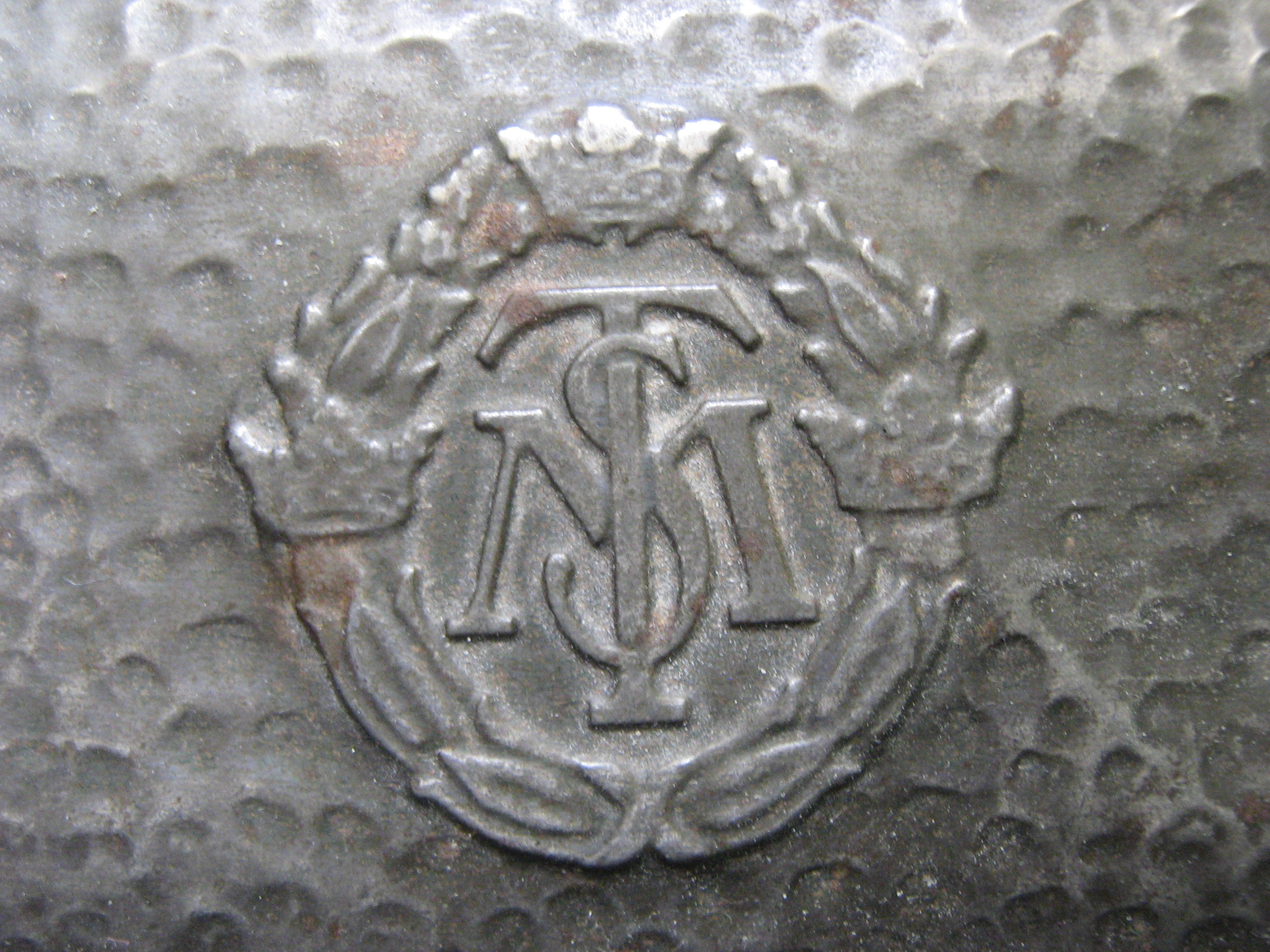
Svenska Tobaksmonopolets logotyp (STM) på cigarrask från 1910-talet.

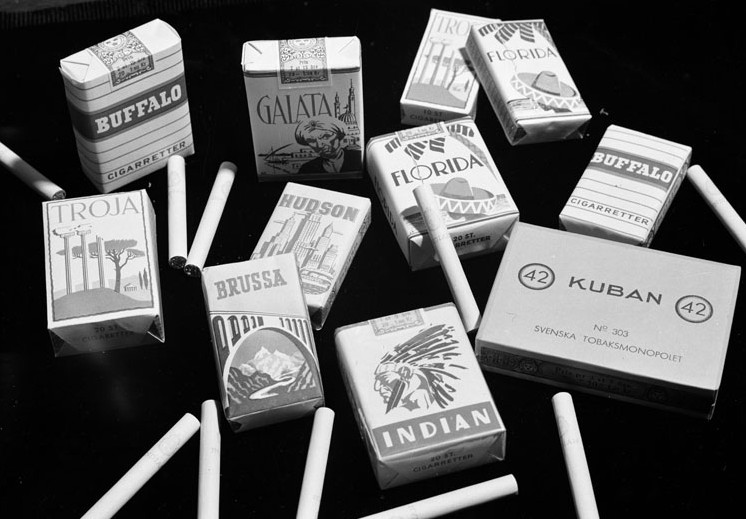
Tobaksmonopolets cigarettpaket, 1942.

Svenska Tobaks AB var ett svenskt bolag, grundat 1915 i Stockholm som AB Svenska Tobaksmonopolet, även känt under benämningen Tobaksbolaget. Bolaget ägdes av Svenska staten och hade som syfte att tillverka vissa tobaksprodukter och att idka partiförsäljning i tobak. Bolaget var svenska statens femte tobaksmonopol, de fyra tidigare monopolen hade funnits på 1600-talet. När monopolet hävdes 1961, ombildades företaget till Svenska Tobaks AB. År 1992 slogs verksamheten samman med Swedish Match AB.

## Historik

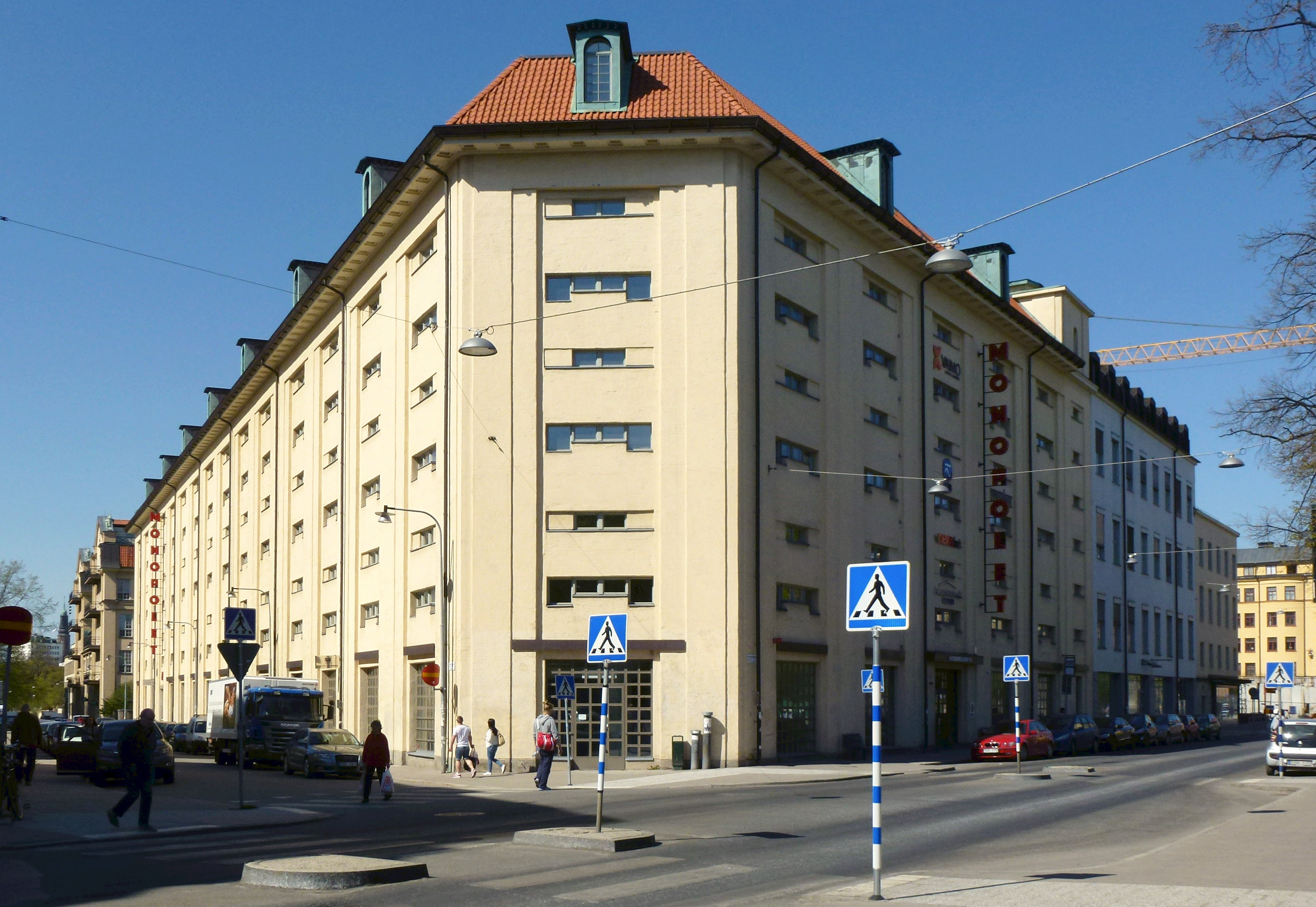
Maria Bangata / Rosenlundsgatan och Tobaksmonopolets byggnad, 2014.

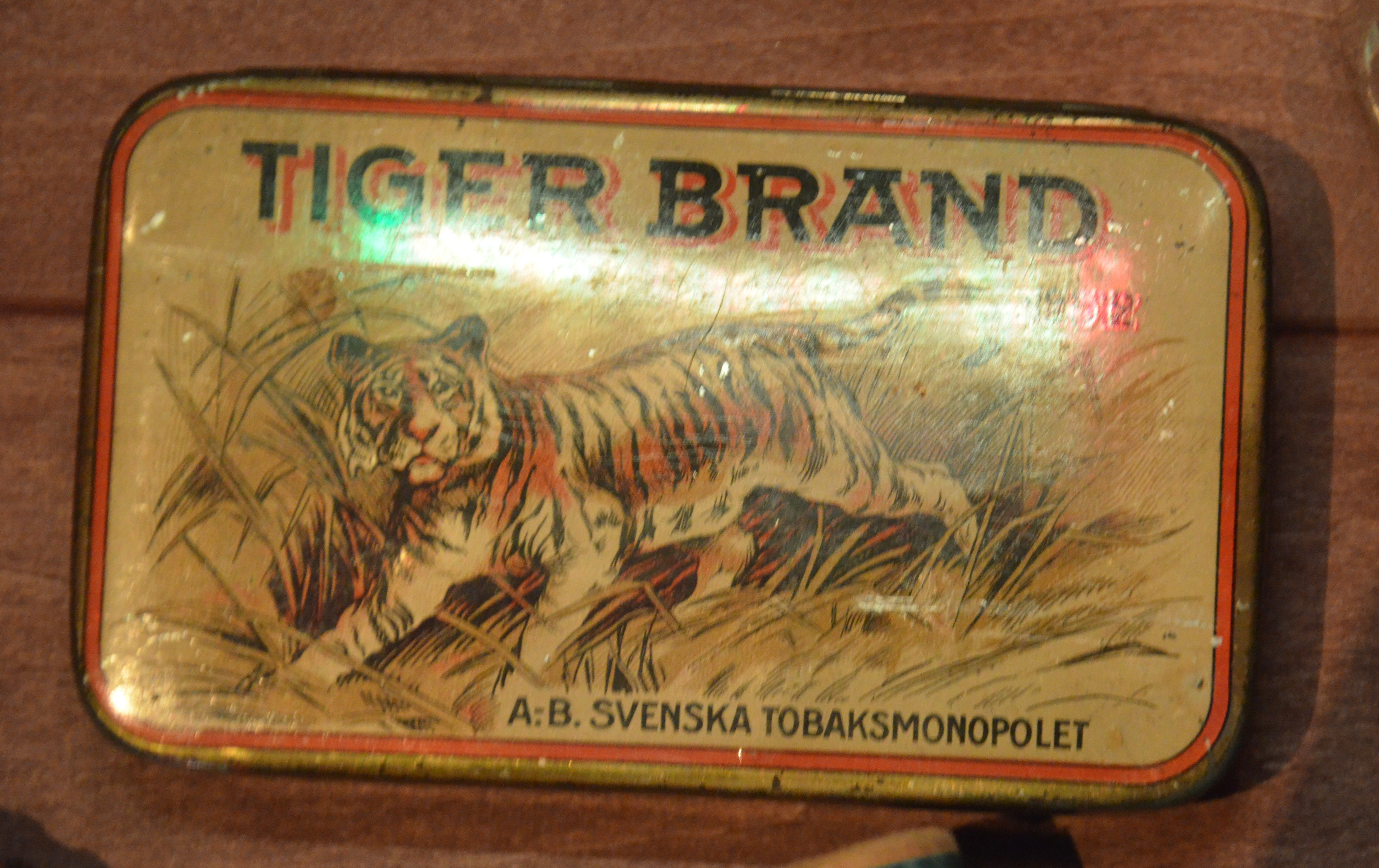
Tiger Brand

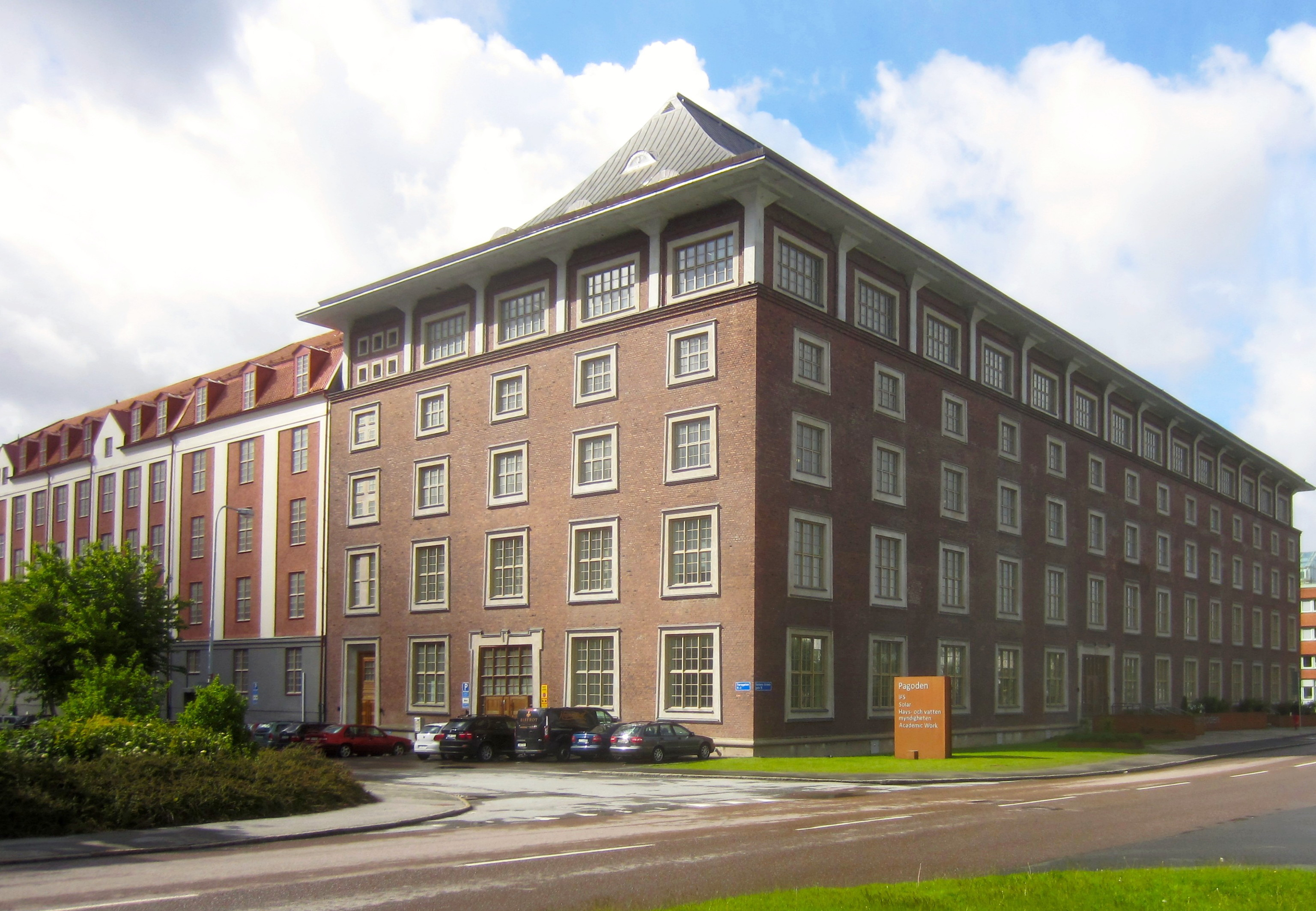
Tobaksmonopolets hus på Hultmans holme i Göteborg.

AB Svenska Tobaksmonopolet bildades 1915 efter riksdagsbeslut året innan om tobaksmonopol. Bakgrunden var att staten var i behov av pengar för bl.a. finansiering av den nya pensionskassan samt utbyggnad av svenska försvaret. Införandet av monopolet ledde till att samtliga svenska tobakstillverkare förstatligades. Produktionen koncentrerades till färre anläggningar och mekaniserades. Tobaksmonopolets fabrik, lager och huvudkontor förlades till flera nybyggnader vid Maria Bangatan på Södermalm i Stockholm, ritade av bland andra Ivar Tengbom och Eskil Sundahl. I kvarteret finns idag ingen tillverkning av tobaksprodukter kvar längre, husen är ombyggda och hyrs ut. Bland annat har Swedish match kontor här.
Tobaksmonopolets hus i Göteborg uppfördes 1928–1929 på Hultmans holme i Göteborg. Stilen blev kinesiserande med utsvängt koppartak. Byggnadens exteriör ritades av Cyrillus Johansson medan Theodor Anton Bergen stod för planlösningen.
När monopolet avseende import och försäljning av tobak hävdes 1961 ombildades Svenska Tobaksmonopolet till Svenska Tobaks AB. 1967 avvecklades även det statliga tillverkningsmonopolet, vilket ledde till hårdare konkurrens med rationalisering av produktion och distribution som följd. Under 1960-talet kom fabriker i Stockholm, Södertälje, Gävle och Nässjö att läggas ned varefter produktionen koncentrerades till Malmö, Göteborg, Härnösand och Arvika. Nu började istället en expansion utanför hemmamarknaden med omfattande export och utländska företagsköp. 
År 1970 överfördes Svenska Tobaks AB tillsammans med flera andra statligt ägda företag till det nybildade holdingbolaget Statsföretag AB (namnändrat till Procordia AB 1985). Företagsförvärven, främst av konsumentvaruföretag, fortsatte. I slutet av 1970-talet var Svenska Tobaks årsomsättning 1,2 miljarder och antalet anställda 3200. Den tobaksrelaterade verksamheten stod för över 80% av totalomsättningen. I koncernen ingick även dotterbolag såsom livsmedelsbolagen Ekströms Livsmedelsprodukter AB och AB Hugo Östberg. Bland utländska dotterbolag kan det holländska tobaksbolaget Elisabeth Bas B.V. nämnas. År 1985 förvärvades också amerikanska The Pinkerton Tobacco Company och 1989 den holländska cigarrtillverkaren Willem II.
År 1992 förvärvade Procordia tändsticks- och tändartillverkaren Swedish Match, som införlivades i affärsområdet Procordia United Brands. Swedish Match blev moderbolag i en underkoncern i vilken även bland annat Svenska Tobaks verksamhet samlades.

## Verkställande direktörer
Följande personer var verkställande direktörer för företaget:
- 1915–1929: Oscar Wallenberg
- 1929–1939: Gustaf Åkerlindh
- 1939–1951: Per-Olof Westerberg
- 1951–1957: Elam Tunhammar
- 1957–1970: Olof Söderström
- 1970–1975: Karl Wärnberg
- 1975–1980: Sven G. Andrén
- 1980–1983: Nils-Erik Hedlund
- 1983–1996: Klaus Unger